# Осиновка (Хиславичский район)
Осиновка — деревня в Хиславичском районе Смоленской области России. Входит в состав Корзовского сельского поселения. 

## География
Расположена в юго-западной части области в 8 км к северо-западу от Хиславичей, в 41 км западнее автодороги А141 Орёл — Витебск, на берегу реки Лызка.

## История
В годы Великой Отечественной войны деревня была оккупирована гитлеровскими войсками в июле 1941 года, освобождена в сентябре 1943 года.
По данным справочников 1981, 1993 годов деревня Лобановского сельсовета Хиславичского района.

## Население
По состоянию на 2007 год постоянного населения не имеет.

## Транспорт
Проселочные дороги. В 41 км восточнее деревни расположена железнодорожная станция Стодолище на линии Смоленск — Рославль